# Гипотеза внеафриканского происхождения человека
Гипотеза внеафриканского происхождения человека (гипотеза внеафриканской прародины человека) — гипотеза антропогенеза, согласно которой ареал возникновения человека (рода Homo и (или) вида Homo sapiens) находится не в Африке, а в каком-либо другом регионе Земли.
Гипотезы внеафриканского происхождения человечества были распространены в науке в прошлом, в настоящее время научное сообщество в целом рассматривает их в качестве маргинальных или псевдонаучных. Концепция внеафриканского происхождения человека противоречит всей сумме современных данных палеонтологии, антропологии и генетики по вопросу антропогенеза. В настоящее время наиболее признанной в науке является теория африканского происхождения человека. Она подтверждается независимыми друг от друга данными различных научных дисциплин.

## История
Впервые гипотезу о происхождении человека в условиях холодного климата высоких широт Евразии выдвинул в 1870-х годах немецкий путешественник и натуралист Мориц Вагнер, современник Чарльза Дарвина. Он считал, что именно суровые, неблагоприятные условия могли «заставить» некоторых самых умных и деятельных обезьян не погибнуть, а «очеловечиться».
Поиском прародины человека исследователи занимались с XIX века и исходили из косвенных свидетельств. Чарльз Дарвин считал прародиной человека Африку, поскольку там обитают большие человекообразные обезьяны, наиболее близкие к человеку, — горилла и шимпанзе. Многие антропологи в прошлом считали, что человек появился в Европе — наиболее изученной части света. На территории Европы к началу XX века были найдены останки кроманьонцев, неандертальцев и гейдельбергского человека. Естествоиспытатель Эрнст Геккель помещал предков современного человека на территорию Лемурии, гипотетического материка, находившегося в Индийском океане (гипотеза Лемурии позднее была опровергнута наукой). Острова Индонезии рассматривались как обломки этого континента, поэтому Эжен Дюбуа отправился туда в поисках питекантропа (гипотетического обезьяночеловека, переходного звена между обезьяной и человеком). Аргентинский палеонтолог Флорентино Амегино пытался найти предков человека среди широконосых обезьян, обитателей Южной Америки. Ряд авторов прошлого считал, что центр происхождения человека расположен там, где ныне живут так называемые «примитивные расы». В рамках полигенизма считается, что каждая из трёх больших рас («белая», «чёрная» и «жёлтая») возникла независимо в разных частях света и имеет отдельных предков среди древних обезьян.
В результате находок питекантропа на Яве, а затем синантропа в Китае вероятным центром антропогенеза многие, в том числе советские антропологи стали считать Азию. Советский палеонтолог А. П. Быстров писал: «Родиной человека, несомненно, был Евразиатский материк. Здесь, в Центральной Азии, по всей вероятности там, где теперь находится пустыня Гоби, возникла та обстановка, которая обусловила появление первых обезьяно-людей».
Первая находка австралопитека, «Таунгский ребёнок», была сделана в 1924 году в Южной Африке австралийским антропологом Раймондом Дартом. В книге «Ископаемые хроники» американский палеоневролог Дин Фальк со ссылкой на палеоантрополога Филиппа Тобайоса писала, что научный мир признал это открытие только спустя 25 лет, поскольку оно существенно противоречило представлениям того времени, в том числе идее, что колыбелью человечества является Азия; увеличение размера мозга предшествовало эволюции гоминид, как следовало из пилтдаунской находки; большинство черт «ребёнка из Таунга» могли быть объяснены его юным возрастом; геологическая датировка последнего была слишком поздней для предка человека.
Основатели гипотезы африканского происхождения человека — известные археологи — семья Лики (англ. Leakey), сделавшая открытия древних останков во второй половине XX века в Восточной Африке. Гипотеза основана на находках Homo habilis в Олдувайском ущелье (север Танзании), давших название олдувайской культуре, Homo erectus в Кооби Форе (Эфиопия), древнейшего Homo sapiens из долины Омо (Эфиопия) и австралопитека Люси в Хадаре (Эфиопия). Дальнейшие находки, а также результаты генетических исследований подтвердили африканское происхождение человека.

## Критика

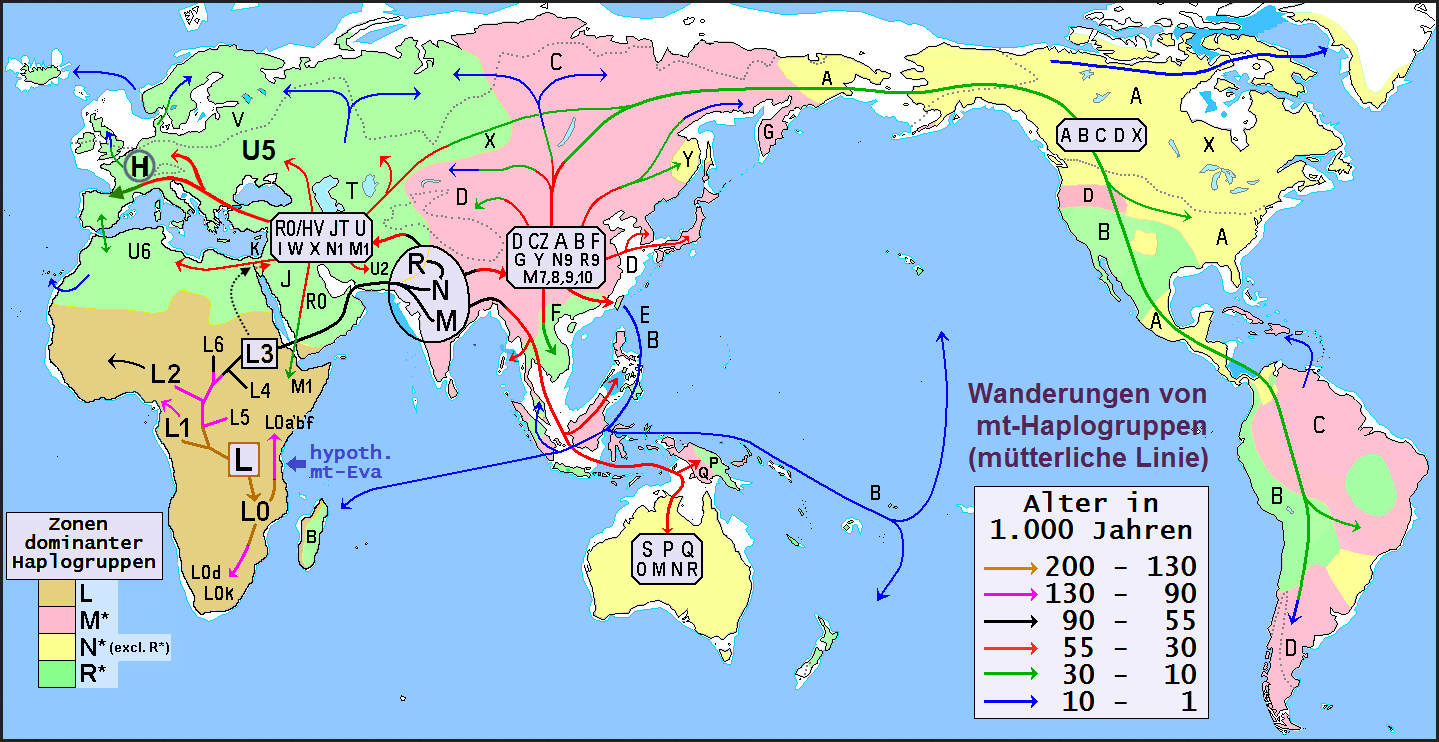
Реконструкция ранних миграций человека по данным исследования митохондриальной ДНК

К настоящему времени в Африке найдены останки наиболее древних гоминид. Эволюционная цепочка предков человека и древних видов людей из африканских находок является наиболее полной. Древнейшие каменные орудия также найдены в Африке, в Гона (Эфиопия) и датируются 2,6 млн лет назад. Археологические находки за пределами Африки моложе 2 млн лет. Кроме того, в Африке обнаружены останки древнейших людей современного типа и их непосредственных предков. В Африке возник как род Homo, так и, значительно позже, современный вид человека — Homo sapiens. Африканское происхождение человека подтверждают также данные генетических исследований. На основании образцов ДНК исследователями было реконструировано родословное дерево человечества. Согласно генетическим исследованиям, раньше других отделилась ветвь, содержащая только африканские группы. Генетическое разнообразие убывает по мере удаления от Африки, поскольку группа Homo sapiens, которая в древности покинула африканский континент, обладала только частью африканского генофонда.

## В массовом сознании
Африканское происхождение человека отрицается некоторыми представителями массовой аудитории, в первую очередь сторонниками ряда националистических и расистских взглядов.
Популярной является идея, что человек не станет расселяться с юга на север, поскольку на севере более тяжёлые природно-климатические условия. Подобные утверждения используются для обоснования псевдонаучных идей о миграциях в направлении, обратном (с севера на юг) установленному наукой. Это считается доказательством существования древних северных цивилизаций типа Гипербореи, зарождения «белой расы» на севере и последующих миграций её на юг — в эзотерике и ряде других течений. Согласно научным данным, ранние миграции человека были направлены преимущественно с юга на север. Вопреки популярным представлениям, эти миграции не были единомоментным массовым переселением на большое расстояние. Расселение людей по планете происходило в течение тысячелетий небольшими группами с перемещением на относительно небольшое расстояние в период жизни одного поколения. Причинами переселения, в том числе на север, были миграции вслед за дичью и конкуренция с соседями, поскольку на юге население больше и борьба за ресурсы более острая.
Популярны различные националистические варианты автохтонизма и гипотезы внеафриканского происхождения человека, согласно которым древние находки человека и следы его жизнедеятельности рассматриваются как обоснование древности и значимости какого-либо проживающего на этой территории современного народа. Эти идеи используются для обоснования исторического права народа на данную территорию. Согласно данным палеоантропологии, генетики и лингвистики, население на какой-либо территории с эпохи палеолита сменилось многократно в результате миграций. По причине наличия в прошлом иного расового состава невозможно определить расовую принадлежность людей верхнего палеолита. Этническая принадлежность не определяется без наличия письменных источников. Кроме того, этносы возникают уже в историческое время. Древность народа или его названия не имеет прямой связи с древностью генофонда популяции. Homo sapiens появляются на территории нынешней России сравнительно рано, не менее 45—47 тысяч лет назад. Например, в местонахождении Усть-Ишим в Омской области была найдена бедренная кость кроманьонца, получившего название Усть-ишимский человек; возраст находки — 45 тысяч лет, это древнейший несомненный Homo sapiens в Евразии. Анализ ДНК показал, что этот человек был ближе к евразийским группам, чем к африканцам. Но «генетическое расстояние» между ним и любыми современными внеафриканскими популяциями и расами (европеоидами, монголоидами или австралоидами и др.) примерно одинаковое. Он мог быть предком любой из этих популяций или принадлежать к группе, которая позже исчезла, не оставив потомков. Усть-ишимский человек не может служить доказательством автохтонности какого-либо современного народа. От любого современного народа (сформировавшегося сравнительно недавно) его отделяет неоднократная миграционная смена местного населения в течение тысячелетий.
Биохимик Анатолий Клёсов, известный как создатель псевдонаучного учения «ДНК-генеалогия» (в рамках которой утверждается праславянское происхождение тех народов, которых автор называет «легендарными ариями»), является сторонником неафриканского происхождения человека и автором альтернативной теории множества миграций в Африку. В 2013 году в одной из публикаций о мифической Гиперборее Клёсов выдвинул гипотезу о том, что 160 тысяч лет назад люди жили на Русском Севере, а Русская равнина (или её северная часть) является прародиной вида Homo sapiens. В книге, написанной в соавторстве с писателем А. А. Тюняевым, создавшим учение «Организмика» (квалифицированное учёными как псевдонаука), Клёсов помещает центр формирования «европеоидов» на Русской равнине, представляя русских полными автохтонами, начиная с позднего палеолита. «Европеоиды» в книге названы «проторусами», «праславян» отождествляются с «ариями», утверждается, что натуфийская культура Леванта эпохи раннего голоцена имела «проторусский» характер, существовании «протогородов» неолитической волосовской культуры, где жили предки «русичей», и вся «культура крашеной керамики» от Европы до Китая принадлежала «европеоидному человеку», земледелие в Переднюю Азию было принесено с Русской равнины, шумеры были «носителями проторусского мировоззрения», ранее которых в Месопотамии и в Малой Азии обитали «сино-кавказцы», названные «семито-кавказцами». Говорится, что якобы «с XI тыс. до н. э. до прихода в VII тыс. до н. э. шумеров людей в этих местностях [в Левантеи в Месопотамии] не было», а на Русской равнине в период 27—10 тыс. лет назад наблюдался «расцвет цивилизации будущих русов». В соответствии с идеями расовых теорий межрасовые браки авторы называют «межвидовым скрещиванием». В книге 2011 года Тюняев выдвинул идею о существовании северного предка современного человека — «русантропа», разновидности архантропа, существовавшей 700—50 тыс. лет назад. «Русантропов» якобы сменили «русско-равнинные виды палеоантропов», а 50 тыс. лет назад — «палеорусы» (неоантропы).

## Дирингская культура
На территории Якутии, у ручья Диринг-Юрях, впадающего в Лену (сейчас — на территории природного парка «Ленские столбы»), обнаружена археологическая культура, датируемая разными исследователями от 250—300 тысяч до 1,5—3 млн лет (последняя датировка соответствует возрасту первых стоянок гоминидов, обнаруженных в Олдувайском ущелье). Культура представлена архаичными орудиями труда, сходными с орудиями древнейших гоминидов, однако сами скелеты обнаружены не были. До настоящего времени точная датировка артефактов и сам факт антропогенного, а не геологического их происхождения являются предметом споров.